# Juncobia
Juncobia  (лат.) — род тлей из подсемейства  Saltusaphidinae. Европа, Турция, Казахстан.

## Описание
Мелкие насекомые, длина 1,6—1,9 мм.
Ассоциированы с растениями Juncus. Близок к тлям рода Iziphya. Крылатые половые особи появляются в августе
.
- Juncobia leegei (Börner, 1940) (=Iziphya leegei)[3]